# 429 p.n.e.
| [ Edytuj tabelę ] |                                                                            |
| Władca Chin       | - 441 p.n.e. Kaowang 426 p.n.e.                                            |
| Król Elimei       | - 435 p.n.e. Derdas I 405 p.n.e.                                           |
| Król Epiru        | - 430 p.n.e. Tarypas 390 p.n.e.                                            |
| Król Kartaginy    | - 440 p.n.e. Hannibal Magonida 406 p.n.e.                                  |
| Król Linkos       | - 430 p.n.e. Arrabajos I 400 p.n.e.                                        |
| Król Macedonii    | - 448 p.n.e. Perdikkas II 413 p.n.e.                                       |
| Władca Persji     | - 465 p.n.e. Artakserkses I 424 p.n.e.                                     |
| Król Sparty       | - 459 p.n.e. Plejstoanaks 409 p.n.e. - 469 p.n.e. Archidamos II 427 p.n.e. |
| Król Sydonu       | - 450 p.n.e. Baalszalim 426 p.n.e.                                         |
| Król Syngalezów   | - 437 p.n.e. Pandukabhaya 367 p.n.e.                                       |
| Król Tracji       | - 445 p.n.e. Sitalkes 424 p.n.e.                                           |

Rok 429 p.n.e.
stulecia: VI wiek p.n.e. ~
V wiek p.n.e. ~
IV wiek p.n.e.

lata: 439 p.n.e. «
433 p.n.e. «
432 p.n.e. «
431 p.n.e. «
430 p.n.e. «
429 p.n.e. »
428 p.n.e. »
427 p.n.e. »
426 p.n.e. »
425 p.n.e. »
419 p.n.e.

## Wydarzenia
- II wojna peloponeska: bitwa morska koło przylądka Rhion
- W Atenach liczba obywateli (mężczyźni wieku od 18 do 60 lat) w czasach Peryklesa (ok. 495–429 p.n.e.), wynosiła ok. 43 tysiące, natomiast ogólną liczbę mieszkańców polis szacowano na 120 tysięcy (w tym kobiety, starcy i dzieci).

## Urodzili się
- Platon, filozof grecki i założyciel Akademii Ateńskiej (data sporna lub przybliżona)

## Zmarli
- Perykles - ateński polityk, twórcą demokracji ateńskiej, ofiarą epidemii